# Franziska Müller (Handballspielerin)
Franziska Zech Geb. Müller (* 12. März 1990 in Berlin) ist eine ehemalige deutsche Handballspielerin.
Die schnelle Linksaußen-Spielerin spielte bis Januar 2009 für den ehemaligen Zweitligisten SV Berliner VG 49 in Berlin. Ab Januar 2009 spielte sie dann für den damals noch Drittligisten Füchse Berlin, mit denen ihr dann der Aufstieg in die 2. Bundesliga geglückt ist. Juli 2010 wechselte Franziska dann zum Erstligisten HSG Blomberg-Lippe. Im Februar 2019 musste sie ihre Karriere aufgrund von Kniebeschwerden beenden.
Franziska war im Kader der Jugend und Juniorinnen Nationalmannschaft vom DHB. Dort spielte sie in der Zeit von 2006-Sommer 2010 und nahm bei der EM in Ungarn und bei der WM in Südkorea teil. Am 7. Oktober 2015 lief sie erstmals für die deutsche Frauen-Nationalmannschaft auf. Sie absolvierte 31 Spiele, in denen sie 59 Tore erzielte.
2020 wurde Müller Teil des Vertriebs der HSG Blomberg-Lippe und arbeitete zudem als Sport- und Fitnesskauffrau. 2021 wurde sie Teil der Geschäftsstelle der TSV Hannover-Burgdorf. Inzwischen hat sie die Leitung der Kommunikation und Medien bei den RECKEN übernommen.